# Джована Малатеста
Джована Малатеста (на италиански: Giovanna Malatesta; * 1443, Римини, Папска държава; † 2 ноември 1511) от рода Малатеста, е чрез брак господарка на Камерино.

## Произход
Дъщеря е на Сиджизмондо Пандолфо Малатеста (* 1417; † 1468), владетел на Римини и на Фано, и на втората му съпруга Полисена Сфорца (* 1428; † 1449). Има един брат:
- Галеото (* 1443, † като малък)

Има и много природени братя и сестри: от първия брак на баща си един брат, от третия брат – един брат и две сестри, и от негови извънбрачни връзки – пет братя и пет сестри.

## Брак и потомство
∞ 1451 за Джулио Чезаре да Варано, господар на Камерино, от когото има двама сина и една дъщеря:
- Джовани Мария да Варано (* 1481, Камерино; † 19 август 1527, Камерино), господар (1504 – 1515) и херцог (1515 – 1527) на Камерино; ∞ за Катерина Чибо (* 1501, † 1557), дъщеря на Франческето Чибо, от която има една дъщеря. Има и три извънбрачни деца.
- Венанцио да Варано (* 19 октомври 1476, Пиорако; † февруари, 1503, Пезаро), господар на Камерино (1502), кондотиер, удушен като баща му; ∞ 1497 за Мария дела Ровере, дъщеря на Джовани дела Ровере, брат на папа Юлий II, от когото има двама сина и една дъщеря
- Камила да Варано (* 9 април 1458, Камерино; † 31 май 1524, Камерино), религиозно лице, провъзгласена за светица (17 октомври 2010)

|  | Тази страница частично или изцяло представлява превод на страницата Giovanna Malatesta в Уикипедия на италиански. Оригиналният текст, както и този превод, са защитени от Лиценза „Криейтив Комънс – Признание – Споделяне на споделеното“, а за съдържание, създадено преди юни 2009 година – от Лиценза за свободна документация на ГНУ. Прегледайте историята на редакциите на оригиналната страница, както и на преводната страница, за да видите списъка на съавторите. ВАЖНО: Този шаблон се отнася единствено до авторските права върху съдържанието на статията. Добавянето му не отменя изискването да се посочват конкретни източници на твърденията, които да бъдат благонадеждни. |